# 川越市立寺尾小学校
川越市立寺尾小学校（かわごえしりつ てらおしょうがっこう）は、埼玉県川越市寺尾にある公立小学校。

## 沿革
- 1978年
  - 4月1日 - 川越市立高階小学校、川越市立高階南小学校を分離して川越市立寺尾小学校として開校
  - 11月2日 - 校章、校歌制定
- 1987年
  - 11月13日 - 開校10周年記念式典を挙行
- 1997年
  - 11月13日 - 開校20周年記念式典を挙行
- 2007年
  - 11月13日 - 開校30周年記念式典を挙行[1]

## 教育目標
- 自ら進んで学ぶ子
- 自ら進んで仲よくする子
- 自ら進んできたえる子[2]

## 通学区域
- 寺尾 - 一部[3]